# Кущёвский сельский округ
Кущёвский сельский округ — административно-территориальная единица Кущёвского района Краснодарского края России.
Административный центр — станица Кущёвская.
Кущёвский сельский округ был образован в 1993 году на месте Кущёвского сельсовета.
Последний раз официально именно как сельский округ упоминается в данных Всероссийской переписи населения 2010 года.
Сельскому округу соответствуют 6 населённых пунктов Кущёвского сельского поселения, упоминаемого в уставе муниципального района в качестве административно-территориальной единицы в границах муниципального образования (включая большинство населённых пунктов Степнянского сельского округа).
В ОКАТО, Росстате и действующем законе об установлении границ административно-территориальных единиц Кущёвского района, сельский округ продолжает выделяться как административно-территориальная единица района.

## Населённые пункты
В составе Кущёвского сельского округа учитываются 6 населённых пунктов:
| № | Населённый пункт | Тип населённого пункта | Население (чел.) |
| - | ---------------- | ---------------------- | ---------------- |
| 1 | Большая Лопатина | посёлок                | ↘428             |
| 2 | Воровского       | хутор                  | ↘173             |
| 3 | Восточный        | хутор                  | ↗175             |
| 4 | Картушина Балка  | хутор                  | ↘63              |
| 5 | Кущёвская        | станица                | ↗30 375          |
| 6 | Лопатина         | хутор                  | ↗127             |